# Might and Magic V: Darkside of Xeen
Might and Magic V: Darkside of Xeen ist ein Computer-Rollenspiel von New World Computing aus dem Jahr 1993. Es ist der fünfte Teil der Rollenspielserie Might and Magic und bildet mit dem Vorgänger, Might and Magic IV: Clouds of Xeen, einen zusammenhängenden Handlungsrahmen, die sogenannte World of Xeen. Ein besonderes Merkmal war seinerzeit die Möglichkeit, beide Veröffentlichungen zu einem Programm zu kombinieren, sodass ein nahtloser Übergang zwischen den Spielinhalten beider Titel möglich wurde.

## Handlung

### Basiskampagne
Das Spiel setzt nach dem Ende von Clouds of Xeen an. Die Heldengruppe soll Prinz Roland vom Wolkenreich Xeens auf die dunkle Seite von Xeen folgen, die ab sofort zugänglich ist. Dort regiert normalerweise Königin Kalindra, die die beiden Spielwelten wieder harmonisch zusammenwachsen lassen möchte. Doch ihr Gegenspieler, ein gewisser Alamar, strebt einen Eroberungsfeldzug an. Er hat gewaltsam die Macht im Königreich an sich gerissen, Kalindra gefangen gesetzt und ihre Burg aus dem Kontinuum entrückt. Im Auftrag des Wächters des Königreichs, dem Drachen Pharaoh, kämpft die Heldengruppe des Spielers für die Befreiung des Landes. Sie enttarnt Alamar als den Serien-Erzrivalen und ehemaligen Weltenwächter Sheltem. Mit Hilfe des auf Sheltem angesetzten Wächters Corak gelingt es, dessen Treiben ein endgültiges Ende zu setzen und damit den Handlungsbogen des ersten Teils zu einem Ende zu führen.

### World of Xeen
In der kombinierte Fassung mit Clouds of Xeen beinhaltet das Spiel eine weitere Questreihe, nämlich die Vereinigung der beiden Teile von Xeen. Die Questreihe schließt an den Abschluss der Basiskampagne von Darkside of Xeen an. Dragon fordert die Heldengruppe auf, Prinz Rolands Aufgabe zu vollenden und die Vereinigung der beiden Reiche abzuschließen. Nach Erfüllung der Questreihe kommt es zur Heirat zwischen Prinz Roland und Königin Kalindra und die beiden Reichen werden zu einem Großreich transformiert.

## Spielprinzip
Das Spielprinzip von Darkside of Xeen entspricht unverändert dem Vorgänger: Der Spieler kann wahlweise seine Heldentruppe aus einem Pool von zehn Klassen und fünf Rassen erstellen, eine vorgenerierte, sechsköpfige Heldengruppe akzeptieren oder eine Heldengruppe aus dem Vorgängertitel übernehmen. Die Helden werden unter anderem durch 17 unterschiedliche, steigerbare Fähigkeiten charakterisiert. Beim Schwierigkeitsgrad besteht ebenfalls wieder die Wahl zwischen dem leichteren Adventure- und dem schwierigeren Warrior-Modus, der sich in der Zahl der Gegner unterscheidet.
Die Grafik des Spiels ist identisch: Der Spielbildschirm besteht aus einem Sichtfenster auf die dreidimensional wirkende Spielwelt, das das Spielgeschehen in Echtzeit wiedergibt. Unterhalb und am rechten Seitenrand befinden sich Bedienelemente und Informationsgrafiken. Die Figuren werden per Maus oder Tastatur durch die Spielwelt gelenkt, Kämpfe finden in Runden statt. Eine Automap-Funktion erfasst neben der Umgebung auch Informationen wie Questhinweise und Koordinaten.

## Rezeption
„Dark Side of Xeen [sic] ist ein ansehnliches Rollenspiel mit ausgewogenem Schwierigkeitsgrad. Dummerweise gibt es keine nennenswerte Verbesserung gegenüber dem Vorgänger.“

“Overall, Darkside is a satisfactory conclusion to the current Might & Magic saga.”

„Unterm Strich ist Darkside ein befriedigender Abschluss der bisherigen Might-&-Magic-Saga.“

Die Computer Gaming World listete den Titel unter den Nominierten für das heftinterne Rollenspiel des Jahres 1993. Die Redaktion bezeichnete es als “the most impressive linking of two CRPGs in computer game history” (deutsch: „die beeindruckendste Verknüpfung zweier Computer-Rollenspiele in der Computerspielgeschichte.“).